# Powiat sokólski

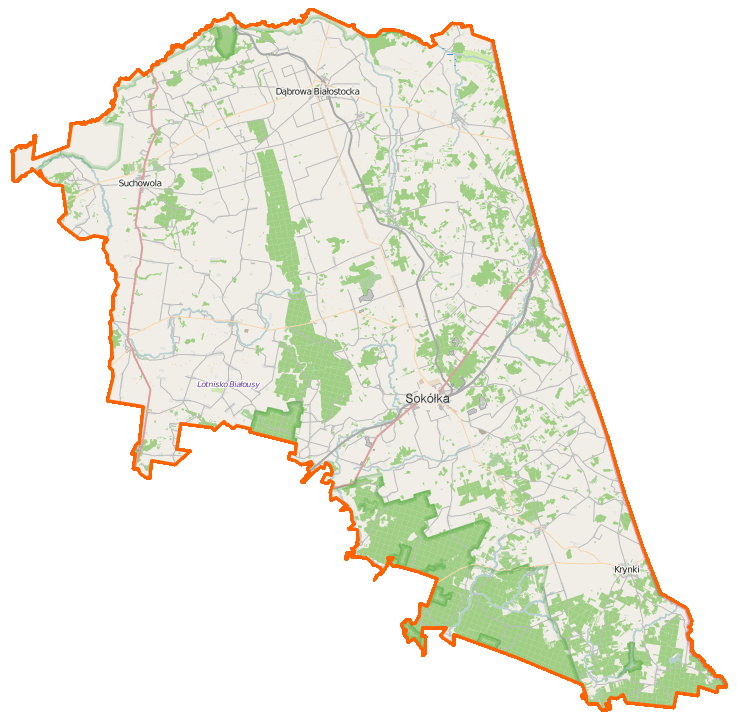
Mapa powiatu

Powiat sokólski – powiat w Polsce (województwo podlaskie), utworzony w 1807 roku, reaktywowany w ramach reformy administracyjnej w roku 1999, przywracającej m.in. samorządowy powiat sokólski, którego współtwórcą był Jan Kułak. Jego siedzibą jest miasto Sokółka.
Po traktacie w Tylży w 1807 nowo powstały powiat sokólski wchodzący w skład Obwodu Białostockiego został przez Prusy przekazany Rosji.
W skład powiatu wchodzą:
- gminy miejsko-wiejskie: Dąbrowa Białostocka, Krynki, Sokółka, Suchowola
- gminy wiejskie: Janów, Korycin, Kuźnica, Nowy Dwór, Sidra, Szudziałowo
- miasta: Dąbrowa Białostocka, Krynki, Sokółka, Suchowola

Według danych z 31 grudnia 2019 roku powiat zamieszkiwało 66 686 osób. Natomiast według danych z 30 czerwca 2020 roku powiat zamieszkiwało 66 286 osób. 
Od 2022 r. stowarzyszenie Kraina Czterech Kultur, wspierające lokalny rozwój obszarów wiejskich - realizuje integrację całego powiatu sokólskiego.
Na terenie powiatu sokólskiego zachowało się 9  drewnianych dworów: z Bobry Wielkiej, Górki, Kamiennej Starej,  Łosośny Małej, Tołoczek Małych, Lebiedzina, Pisarzowców, Sidry i Wandzina, historycznie zamieszkiwanych przez miejscową szlachtę i ziemiaństwo.

## Ukształtowanie terenu
W powiecie sokólskim występują faliste, a nawet pagórkowate wzniesienia o wysokości od 110 do 240 m n.p.m.
Teren powiatu ukształtował się tak w plejstocenie. Podczas nachodzenia lodowiec wyrzeźbił w terenie garby i wzgórza. Pozostawił też liczne głazy narzutowe.
Sokółszczyzna nie posiada zupełnych równin. Najbardziej równinny charakter mają tereny położone w pobliżu Sokółki, zwłaszcza w górnym biegu Sokołdy. Najbardziej urozmaicona rzeźba terenu jest w tzw. "Sokólskiej Szwajcarii" nad Łosośną, na dawnej zachodniej Grodzieńszczyźnie. Różnica wzniesień na odcinku kilometra sięga pięćdziesięciu metrów (od 171 do 221 m n.p.m.).

## Gleby
Na terenie powiatu spotkać można zarówno suche piaski, bielice jak i mocne szczerki. Najlepsze gleby występują w gminach: Korycin, Janów, Dąbrowa i Suchowola.

## Wody
Teren powiatu znajduje się w zlewni Wisły i Niemna. W dorzeczu Wisły leżą Sokołda, Brzozówka i Biebrza, do dorzecza Niemna Łosośna i kilka dopływów Świsłoczy: Nietupa, Odła i Usnarka.

## Demografia

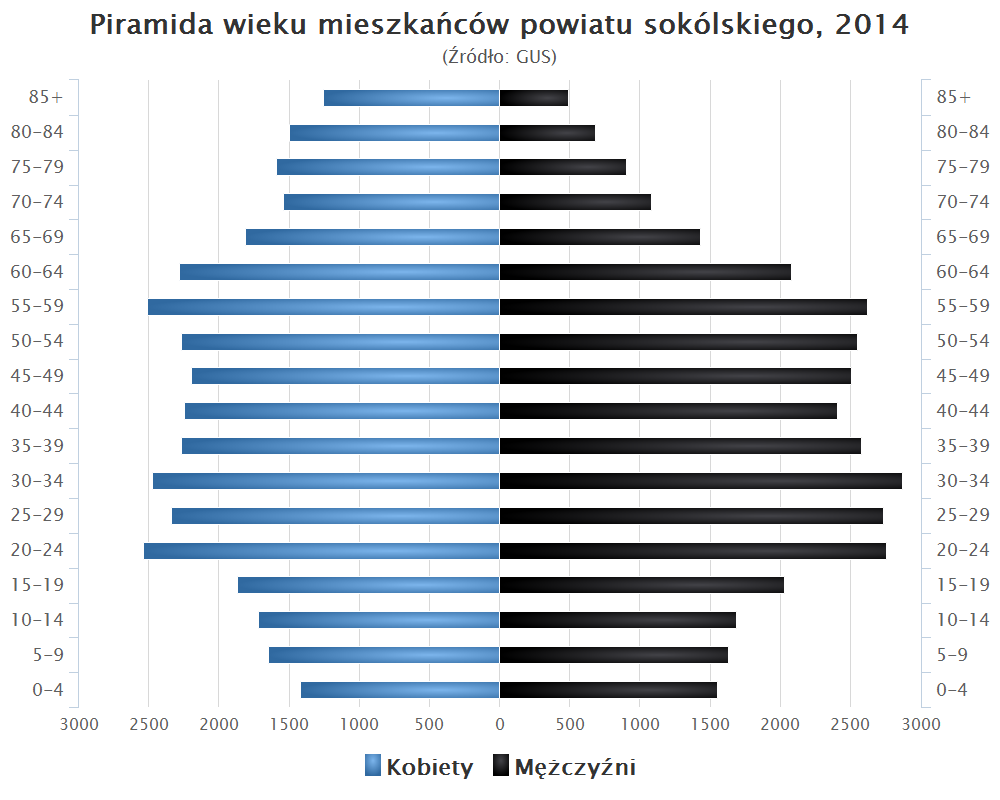
Piramida wieku mieszkańców powiatu sokólskiego w 2014 roku

Liczba ludności (dane z 30 czerwca 2012):
|        | Ogółem | Ogółem | Kobiety | Kobiety | Mężczyźni | Mężczyźni |
| osób   | %      | osób   | %       | osób    | %         |           |
| ------ | ------ | ------ | ------- | ------- | --------- | --------- |
| Ogółem | 70 138 | 100    | 34 852  | 49,69   | 35 286    | 50,31     |
| Miasto | 28 534 | 40,68  | 14 162  | 20,19   | 14 372    | 20,49     |
| Wieś   | 41 604 | 59,32  | 20 690  | 29,50   | 20 914    | 29,82     |

▶Wieś vs ▶miasto
Ogółem (▶k, ▶m)
Miasto (▶k, ▶m)
Wieś (▶k, ▶m)

## Stopa bezrobocia
We wrześniu 2019 liczba zarejestrowanych bezrobotnych wynosiła 2 600 osób, a stopa bezrobocia 9,7%.

## Sąsiednie powiaty
- powiat białostocki
- powiat moniecki
- powiat augustowski